# Bataille de Saint-Léonard
La bataille de Saint-Léonard eut lieu le 18 août 1375, opposant la principauté épiscopale de Sion aux troupes d'Antoine Ier de la Tour.

## Origine du conflit
Le 8 août 1375, des hommes d'Antoine Ier de la Tour s'introduisent dans la résidence du prince-évêque Guichard Tavelli au château de la Soie à Savièse et le défenestrent. Désirant venger la mort de leur évêque, les hommes de la principauté se mettent en marche et rencontrent l'armée du seigneur à Saint-Léonard.

## Conséquences
À la suite de la bataille, Antoine Ier, grièvement blessé, se réfugie en terre savoyarde et ses possessions valaisannes sont perdues. Les vainqueurs détruisent également les châteaux de Granges et d'Ayent.
Ses alliés, n'approuvant pas l'assassinat du prélat, se tournèrent vers Pierre de Rarogne. Cet épisode marque la fin de l'influence de la famille de la Tour en Valais.